# Християни проти війни
Християни проти війни (рос. Христиане против войны) — антивоєнна християнська ініціатива, утворена активістами робочої групи «Християнська візія» (Білорусь) після початку російського вторгнення в Україну у 2022 році під час російсько-української війни.

## Історія
«Християни проти війни» з'явилися як ініціатива в рамках діяльності «Християнської візії» спершу як медіагрупа, яка аналізує реакцію християнських громад Росії, України, Білорусії та інших сусідніх країн на вторгнення Росії до України.
Учасники групи вивчали методи опору християн Росії військових дій; релігійну пропаганду, яка використовується для виправдання агресії; структурні зміни у конфесійному ландшафті Росії та України на тлі воєнних дій та багато іншого.
Таким чином до діяльності ініціативи приєдналися християни не лише з Білорусі, а й з Росії, України, Литви, Німеччини, Іспанії та інших країн.
Оскільки невдовзі після початку військових дій у 2022 році почалися репресивні практики щодо громадян, які висловлювали незгоду з діями російських військ, група зайнялася правозахисною діяльністю: зокрема моніторингом випадків переслідування християн за антивоєнну позицію, а також організацією допомоги їм.[джерело?]

## Діяльність
Російські та західні правозахисні та міжцерковні організації, а також науковці посилаються на результати досліджень ініціативи у своїх статтях.
Західні ЗМІ посилаються на їх діяльність. Моніторинг також використовують російські незалежні ЗМІ для оцінки репресивних практик у Росії щодо віруючих, які займають антивоєнну позицію.
Основними результатами дослідницької діяльності ініціативи є списки моніторингу:
- переслідування християн релігійними організаціями та владою за антивоєнну позицію чи підтримку України в захисті від агресії[13];
- священиків та служителів християнських церков України, які загинули під час війни[14];
- священиків Російської православної Церкви, які беруть участь капеланами в Збройних Силах Російської Федерації[15].

## Переслідування учасників та цензура
Сайт ініціативи було заблоковано в Росії 9 вересня 2023 року на запит невідомого органу.
Рішенням суду Баранавицького району та міста Барановичі від 23 січня 2024 року Telegram-канал ініціативи внесено до Республіканського списку екстремістських матеріалів.
Проти одного з учасників ініціативи в Білорусі порушили кримінальну справу за інтерв'ю телеканалу «Белсат».

## Співробітництво
«Християни проти війни» співпрацює з низовими релігійними, міжрелігійними, а також світськими ініціативами в Росії, які організовують різноманітні антивоєнні акції протесту та опору. Це ініціатива «Різдвяна Декларація 2022», проект «Мир для всіх» та «Феміністський антивоєнний опір». Співпрацює з українською громадською організацією «Софійське братство».